# Latkowa
Latkowa (niem. Liatkawe, 1937–1945 Laubendorf) – wieś w Polsce położona w województwie dolnośląskim, w powiecie milickim, w gminie Milicz.

## Podział administracyjny
| SIMC    | Nazwa   | Rodzaj     |
| ------- | ------- | ---------- |
| 0877861 | Gołkowo | przysiółek |

W latach 1975–1998 miejscowość administracyjnie należała do województwa wrocławskiego.